# Conseil régional d'Aquitaine
Cet article concerne le conseil régional de l'ancienne région Aquitaine supprimée à compter du 31 décembre 2015. Pour l'assemblée qui lui a succédé, voir conseil régional de Nouvelle-Aquitaine.
Conseil régional de Nouvelle-Aquitaine
Hôtel de région
Le conseil régional d'Aquitaine est l'assemblée délibérante de la région française d'Aquitaine jusqu'au 31 décembre 2015, à la suite de l'incorporation de la région avec le Poitou-Charentes et le Limousin afin de former la nouvelle région Nouvelle-Aquitaine.
Il comprend 85 membres et siège à l'hôtel Région situé au 14 rue François de Sourdis à Bordeaux (quartier Mériadeck, à proximité du cimetière de la Chartreuse, desservi par la station de tramway St-Bruno-Hôtel de Région).
Son dernier président est Alain Rousset (PS) qui a été élu le 20 mars 1998.

## Historique
La région Aquitaine a été créée 5 juillet 1972, à l’initiative de Jacques Chaban-Delmas et de Roger Frey, en tant qu’établissement public régional (EPR). Ses compétences se limitent alors au développement économique et social et ses membres ne sont pas élus au suffrage universel direct.
Les compétences des régions sont ensuite précisées dans les lois du 7 janvier et du 22 juillet 1983. Dès lors, la région Aquitaine exerce ses compétences sur les domaines suivants : 
- le développement économique ;
- l’aménagement du territoire et la planification ;
- l’éducation, la formation professionnelle et la culture ;
- la santé.

La première élection a lieu lors des élections régionales françaises de 1986. L’Assemblée régionale élue délibère désormais sur les grandes orientations de la politique régionale (budget, programmes d'intervention ...). Elle délègue une partie de ses attributions à la commission permanente et à des commissions chargées d’étudier les dossiers. La commission permanente est élue par l'assemblée plénière à la représentation proportionnelle. Elle se compose de 38 membres dont 15 vice-présidents.
La région Aquitaine instaure également des groupes inter-assemblées composés à parité de 12 élus du conseil régional et 12 membres du Conseil économique social et environnemental régional. Ces groupes sont consultés pour avis sur les projets de décisions présentés à la commission permanente.
En 2010, le conseil régional d'Aquitaine a été au centre d'une polémique après qu'un de ses agents, Aurélie Boullet, a publié le livre Absolument dé-bor-dée sous le pseudonyme de Zoé Shepard. Le livre remettait en cause le travail des membres d'une collectivité territoriale fictive, sans qu'aucun nom soit cité. À la suite du succès de librairie du livre, Aurélie Boullet a fait l'objet de mesures disciplinaires.

## Répartition des sièges
Depuis 1998, le conseil régional d'Aquitaine était composé de 85 membres, répartis de la manière suivante :
- 36 élus pour la Gironde
- 17 élus pour les Pyrénées-Atlantiques
- 13 élus pour la Dordogne
- 11 élus pour les Landes
- 8 élus pour le Lot-et-Garonne

## Présidents du conseil régional
| N° | Président | Président             | Parti        | Mandat      | Qualité |
| -- | --------- | --------------------- | ------------ | ----------- | --- |
| 1  |           | Jacques Chaban-Delmas | UDR puis RPR | 1974 – 1979 | Président de l'Assemblée nationale Député de la Gironde Maire de Bordeaux                                        |
| 2  |           | André Labarrère       | PS           | 1979 – 1981 | Député des Pyrénées-Atlantiques Maire de Pau Ministre délégué chargé des Relations avec le Parlement (1981-1986) |
| 3  |           | Philippe Madrelle     | PS           | 1981 – 1985 | Sénateur de la Gironde Maire de Carbon-Blanc                                                                     |
| 4  |           | Jacques Chaban-Delmas | RPR          | 1985 – 1988 | Président de l'Assemblée nationale Député de la Gironde Maire de Bordeaux                                        |
| -  |           | Jean François-Poncet  | UDF          | 1988        | Président par intérim Président du conseil général de Lot-et-Garonne                                             |
| 5  |           | Jean Tavernier        | RPR          | 1988 – 1992 | |
| 6  |           | Jacques Valade        | RPR          | 1992 – 1998 | Sénateur de la Gironde                                                                                           |
| 7  |           | Alain Rousset         | PS           | 1998 – 2015 | Maire de Pessac Député de la 7e circonscription de la Gironde                                                    |

## Anciens conseils régionaux

### De 1986 à 1992
Président du conseil régional : Jacques Chaban-Delmas (RPR) de 1986 à 1988 puis Jean Tavernier de 1988 à 1992.
La majorité au conseil régional est de droite.
Les sièges sont répartis ainsi :
- 39 conseillers pour l'alliance UDF-RPR
- 32 conseillers pour le PS
- 8 conseillers pour le PCF
- 4 conseillers pour le FN

### De 1992 à 1998
Président du conseil régional : Jacques Valade (RPR).
La majorité au conseil régional est de droite.
Les sièges sont répartis ainsi :
- 28 conseillers pour l'alliance UDF-RPR
- 20 conseillers pour l'alliance PS-MRG
- 10 conseillers pour CPNT
- 9 conseillers pour le FN
- 7 conseillers pour Génération écologie
- 6 conseillers pour le PCF
- 2 conseillers pour les Verts

### De 1998 à 2004
Président du conseil régional : Alain Rousset (PS).
La majorité au conseil régional est de gauche. Le système électoral ne permettant pas de détacher une majorité absolue, Alain Rousset fait basculer la région à gauche avec une majorité relative et une alliance PS-PCF-Verts-MRG.
Les sièges sont répartis ainsi :
- 28 conseillers pour le PS
- 8 conseillers pour le PCF
- 3 conseillers pour les Verts
- 1 conseiller pour le MRG
- 15 conseillers pour l'UDF
- 13 conseillers pour le RPR
- 8 conseillers pour CPNT
- 9 conseillers pour le FN

### De 2004 à 2010
Président du conseil régional : Alain Rousset (PS).
La majorité au conseil régional est de gauche. Après une réforme du système électoral incluant une prime majoritaire, Alain Rousset dispose désormais de la majorité absolue. Il s'allie avec le PRG et les Verts pour gouverner la région.
Les sièges sont répartis ainsi :
- 46 conseillers pour le PS
- 9 conseillers pour les Verts
- 2 conseillers pour le PRG
- 10 conseillers pour l'UDF
- 11 conseillers pour l'UMP
- 7 conseillers pour le FN

### De 2010 à 2015
Président du conseil régional : Alain Rousset (PS).
La majorité au conseil régional est de gauche. Alain Rousset est reconduit à la tête du conseil régional pour un troisième mandat. Il dirige la région avec une majorité PS-PRG-EELV-FG
Les sièges sont répartis ainsi :
- 45 conseillers pour l'alliance PS-PRG
- 10 conseillers pour Europe Écologie
- 3 conseillers pour le Front de gauche
- 17 conseillers pour l'UMP
- 10 conseillers pour le MoDem

## Budget 2015
Source l'Aquitaine :

### Recettes
| Domaines de recettes                                                           | Montants (arrondis) en millions d'euros | %      |
| ------------------------------------------------------------------------------ | --------------------------------------- | ------ |
| Dotations de l'État                                                            | 334                                     | 23,49  |
| Emprunt                                                                        | 312                                     | 21,94  |
| Fiscalité indirecte                                                            | 306                                     | 21,52  |
| Fiscalité directe                                                              | 195                                     | 13,71  |
| Formation professionnelle et apprentissage                                     | 141                                     | 9,92   |
| Fonds national de garantie individuelle de ressources                          | 47                                      | 3,31   |
| Participation des collectivités locales et concours divers                     | 34                                      | 2,39   |
| Fonds européens                                                                | 30                                      | 2,11   |
| Fonds de compensation versé par l'État en remboursement d'une partie de la TVA | 23                                      | 1,62   |
| Total des recettes                                                             | 1 421                                   | 100,00 |

### Dépenses
| Domaines de dépenses                                                    | Montants (arrondis) en millions d'euros | %      |
| ----------------------------------------------------------------------- | --------------------------------------- | ------ |
| Aménagement durable du territoire et défense des équilibres écologiques | 428                                     | 30,10  |
| Éducation, culture, sport, jeunesse et solidarités                      | 356                                     | 25,04  |
| Formation professionnelle et apprentissage                              | 275                                     | 19,34  |
| Développement économique, enseignement supérieur, recherche             | 194                                     | 13,64  |
| Fonctionnement et promotion de l'institution                            | 102                                     | 7,17   |
| Remboursement de la dette                                               | 58                                      | 4,08   |
| Subventions européennes                                                 | 9                                       | 0,63   |
| Total des dépenses                                                      | 1 421                                   | 100,00 |